# Dorceus fastuosus
Dorceus fastuosus is een spinnensoort uit de familie van de fluweelspinnen (Eresidae).
De wetenschappelijke naam van de soort werd in 1846 gepubliceerd door Carl Ludwig Koch.